# Kunio Iwatsuki
Kunio Iwatsuki ( 岩槻邦男 en sinograma) es un botánico, y pteridólogo japonés, nacido en 1934 en la Prefectura de Hyōgo.

## Biografía
Diplomado de la Universidad de Ciencias de Kioto, enseñó primero en la Universidad de Kioto y luego en la Universidad de Tokio, donde es profesor emérito de la Facultad de Ciencias, de la Universidad Rikkyo. Desde su retiro, Kunio Iwatsuki es el director del Museo de la Naturaleza y las Actividades Humanas de Hyogo.
Es especialista en la sistemática de los helechos, y particularmente de la familia de lass himenofilláceas.

## Algunas publicaciones
- con Atsushi Ebihara, Motomi Ito, Sabine Hennequin , Jean-Yves Dubuisson. 2007. A global molecular phylogeny of the fern genus Trichomanes (Hymenophyllaceae) with special reference to stem anatomy - Botanical Journal of the Linnean Society 155 : 1-27

- con Atsushi Ebihara, Motomi Ito , Jean-Yves Dubuisson. 2007. Systematics of Trichomanes (Hymenophyllaceae: Pteridophyta), progress and future interests. Fern Gazette 18 : 53-58

- con Atsushi Ebihara. 2007. The Hymenophyllaceae of the Pacific Area 1. Hymenophyllum subgen. Hymenophyllum. Bull. of the National Museum of Nature and Science, Séries B, 33 : 55-68

- con Jean-Yves Dubuisson, Atsushi Ebihara, Sabine Hennequin , Motomi Ito. 2006. A taxonomic revision of Hymenophyllaceae. Blumea 51 : 221-280

- con Sabine Hennequin, Motomi Ito, Atsushi Ebihara , Jean-Yves Dubuisson. 2006. New insights into the phylogeny of the genus Hymenophyllum s.l. (Hymenophyllaceae): Revealing the polyphyly of Mecodium. Systematic Botany 31 ( 2 ) : 271-284

- con Sabine Hennequin, Motomi Ito, Atsushi Ebihara , Jean-Yves Dubuisson. 2006. Phylogenetic systematics and evolution of the genus Hymenophyllum s.l. (Hymenophyllaceae: Pteridophyta) - Proceedings of the Ferns for the 21st Century Conference, Edinburgh 2004. Fern Gazette 17 : 247-257

- con Su-juan Lin, Atsushi Ebihara. 2006. Cytological observations on Lindsaea trichomanoides (Lindsaeaceae), a fern species from New Zealand. J. Jpn. Bot. 81 : 103-106

- con Hiroshi Ishikawa, Sadamu Matsumoto, Su-juan Lin, Atsushi Ebihara, Masayuki Takamiya, Yasuyuki Watano , Motomi Ito. 2005. Nuclear DNA, chloroplast DNA, and ploidy analysis clarified biological complexity of the Vandenboschia radicans complex (Hymenophyllaceae) in Japan and adjacent areas. Am. J. of Botany 92 : 1535-1547

- con Su-juan Lin, Misuzu Nagamoto , Atsushi Ebihara. 2004. Hybridization and Reticulation in Japanese /Polystichum/ (Dryopteridaceae). Sakura : Communication à l'International Symposium of Asian Plants Diversity and Systematics

- con Sabine Hennequin, Atsushi Ebihara, P.D. Bostock, Sadamu Matsumoto, R. Jaman, Jean-Yves Dubuisson, Motomi Ito. 2004. Polyphyletic origin of Microtrichomanes (Prantl) Copel. (Hymenophyllaceae), with a revision of the species. Taxon 53 : 935-948

- con Atsushi Ebihara, Takeshi A. Ohsawa , Motomi Ito. 2003. Hymenophyllum paniense (Hymenophyllaceae), a new species of filmy fern from New Caledonia. Systematic Botany 28 (2) : 228-235

- con Sabine Hennequin, Motomi Ito, Atsushi Ebihara , Jean-Yves Dubuisson. 2003. Molecular systematics of the fern genus Hymenophyllum s.l. (Hymenophyllaceae) based on chloroplastic coding and noncoding regions. Molec. Phylogen. Evol. 27 : 283-301

- con Atsushi Ebihara, S. Kurita , Motomi Ito. 2002. Systematic position of Hymenophyllum rolandi-principis Rosenst. or a monotypic genus Rosenstockia Copel. (Hymenophyllaceae) endemic to New Caledonia. Acta Phytotaxonomica et Geobotanica 53 : 35–49

- con Atsushi Ebihara , Motomi Ito. 2001. Hymenophyllaceae - Systematics and Revision for Flora Malesiana - Sydney : Communication au Pteridophyte Mini-symposium - a symposium and workshop on the ferns and fern allies of the Malesian region

### Libros
- List of the type specimens in the herbaria of Japan: Lycopodiaceae, Selaginellaceae, Isoetaceae, Equisetaceae, Ophioglossaceae, Marattiaceae, Osmundaceae, ... Aspleniaceae, Blechnaceae, Lomariopsidaceae. Working Group on Determination of Types and Authentic Specimens of Vascular Plants, 1981

- con Motoji Tagawa. Flora of Thailand: Pteridophytes. Volumen 3, Parte 2 de Flora of Thailand. Ed. Phonophan Printing Co. 168 pp. 1985

- con Peter H. Raven, Walter J. Bock. Modern Aspects of Species. 240 pp. 1987

- Pteridophytes: Blechnaceae, Lomariopsidaceae, Dryopteridaceae, Thelypteridaceae, Athyriaceae. Volumen 3, Parte 3 de Flora of Thailand. Ed. Suchada Chutima. 184 pp. 1988

- con Akira Miyawaki , Miroslav M. Grandtner. Vegetation in Eastern North America: Vegetation System and Dynamics Under Human Activity in the Eastern North American Cultural Region in Comparison. 1994. 515 pp.

- con Takasi Yamazaki, David E Boufford , Hideaki Ohba. Flora of Japan. 8 vols. 550 pp. 1995

- con Akiko Domoto. A Threat to Life: The Impact of Climate Change on Japan's Biodiversity. World Conservation Union, 2000

- Evolution and Diversification of Land Plants. Springer, 2002

## Honores
- Orden del Trésor Sacré (Sagrado Tesoro)

### Epónimos
- (Thelypteridaceae) Coryphopteris iwatsukii Holttum[2]
- La abreviatura «K.Iwats.» se emplea para indicar a Kunio Iwatsuki como autoridad en la descripción y clasificación científica de los vegetales.[3]